# 彭立栻
彭立栻（?—?），字敬甫，甘肅省蘭州府皋蘭縣人，清朝政治人物、同進士出身。
光緒二十九年（1903年），参加光緒癸卯科殿試，登進士三甲第115名。同年閏五月，著交吏部掣签分发各省，以知县即用。
四川即用知縣，署理洪雅縣知縣，民國後任安西縣知事。